# Сирбешть (Бузеу)
Сирбешть, Сирбешті (рум. Sârbești) — село у повіті Бузеу в Румунії. Входить до складу комуни Вінтіле-Воде.
Село розташоване на відстані 125 км на північ від Бухареста, 37 км на північ від Бузеу, 103 км на захід від Галаца, 87 км на схід від Брашова.

## Населення
За даними перепису населення 2002 року у селі проживала 461 особа, усі — румуни. Усі жителі села рідною мовою назвали румунську.